# My Favorite Highway
My Favorite Highway är ett amerikanskt pop/rockband från Fairfax, Virginia. De bildades 2004, och fick ett skivkontrakt 2008 med Virgin Records.

Bandet består av sångaren/gitarristen/pianisten David Cook, basisten Will Cook och gitarristen/bakgrundssångaren Pat Jenkins.
 Två låtar av bandet har varit med på MTV-serierna The Hills där deras låt "Bittersweet Life" spelades och "What Are You Waiting For" på The City.

My Favorite Highway har varit på turné med band som The Cab, The Rocket Summer, Forever The Sickest Kids, No Syke, Holiday Parade och många flera. De har sålt över 100.000 digitala låtar sedan juni 2009.
 Deras största hitskiva blev "How to Call a Bluff" som släpptes 2008, men som sedan blev omsläppt 2009 när de signerades till Virgin records och två nya låtar inkluderades.

## Diskografi
- The Pre-Release - 2005
- Anywhere But Here EP - 2006
- Cheap Thrillz and Dolla Billz - 2007
- How to Call a Bluff - 2008 (omsläppt 2009)